# Acraea insignis
Acraea insignis is een vlinder uit de familie van de Nymphalidae. De wetenschappelijke naam van de soort is voor het eerst gepubliceerd in 1880 door William Lucas Distant.
De spanwijdte van het mannetje bedraagt ongeveer 52 millimeter. Vlinders van lager gelegen gebieden hebben minder zwart op de achtervleugel dan dieren die van hoger gelegen gebieden.

## Verspreiding
Deze soort komt voor in Zuid-Soedan, Ethiopië, Congo-Kinshasa (Uele, Ituri, Kivu), Oeganda, Kenia, Tanzania (vasteland en Zanzibar), Zambia, Malawi, Mozambique, Oost-Zimbabwe.

## Habitat
Het habitat bestaat uit bossen, kustgebieden met struikgewas en open plekken in bossen.

## Waardplanten
De rups leeft op:
- Achariaceae
  - Kiggelaria africana L.
- Malvaceae
  - Corchorus sp.
  - Gossypium sp.
- Passifloraceae
  - Adenia sp.
- Theaceae
  - Camellia sinensis (L.) Kuntze
  - Thea sp.
- Vitaceae
  - Vitis sp.